# Pelecanimimus
Pelecanimimus ("oponašatelj pelikana/nesita") je rod "primitivnih" (bazalnih) onrnitomimosaura iz Španjolske, iz razdoblja rane krede. Poznat je po tome što je imao više zuba nego bilo koji drugi pripadnik Ornithomimosauria (ili Theropoda), od kojih je većina bila bezuba. 

## Otkriće i naziv
Armando Díaz Romeral je u srpnju 1993. godine otkrio kostur teropoda na nalazištu Las Hoyas Unit 3. Bernardino Pérez Pérez-Moreno, José Luis Sanz, Angela Buscalioni, José Moratalla, Francisco Ortega i Diego Rasskin-Gutmanas su ga 1994. godine opisali kao novu vrstu: Pelecanimimus polyodon. Naziv roda potječe od latinskog pelecanus, "pelikan/nesit" i mimus, "oponašatelj", što se odnosi na dugu njušku i vreću. Naziv vrste se odnosi na veliki broj zuba koje ovaj teropod posjeduje i potječe od grčkog πολύς (polis), "mnogo" i ὀδούς (odous) "zub".
Holotipni primjerak, LH 7777, otkriven je na poznatoj lokaciji La Hoyas u pokrajini Cuenca u Španjolskoj, u sedimentnim slojevima iz razdoblja donjeg Barremija.
Jedini poznati primjerak sastoji se od prednje polovine kostura, uključujući i lubanju, donju čeljust, sve kralješke vrata i većinu leđnih kralježaka, rebra, prsnu kost, rameni pojas, potpuni desni prednji ud, i većinu lijevog prednjeg uda. Ostaci mekih dijelova tijela vidljivi su sa stražnje strane lubanje, oko vrata i oko prednjih udova.

## Opis
Pelecanimimus je bio malen ornitomimosaur, dužine oko 2-2,5 m. Lubanja mu je bila neobično duga i uska, s maksimalnom dužinom oko 4,5 puta većom od maksimalne visine. Bio je vrlo neobičan među ornitomimosaurima po tome što je imao velik broj zuba: imao je oko 220 vrlo malenih zuba, sa 7 premaksilarnih zuba, oko 30 maksilarnih zuba i 75 dentarnih zuba. Zubi su bili heterodontni, pokazujući dva različita oblika. Zubi na prednjem dijelu gornje čeljusti bili su široki i u presjeku oblika slova D, dok su oni prema natrag bili nalik oštricama; sve u svemu, zubi u gornjoj čeljusti bili su veći od onih u donjoj. Nisu bili nazubljeni i imali su "struk" između krune i korijena.
Zubi su poznati samo kod još jednog ornitomimosaura, Harpymimusa, koji ih je imao daleko manje (sve skupa 11, i to jedino u donjoj čeljusti). Prisustvo tako velikog broja zuba kod Pelecanimimusa, zajedno s nedostatkom razmaka između zuba, Pérez-Moreno et al. su shvatili kao prilagodbu rezanju i kidanju, što je "funkcionalna zamjena za kljun".
Gornjin udovi i šake Pelecanimimusa bile su tipičnije za ornitomimosaure, ulna i radius u podlaktici bile su čvrsto priljubljene. Šaka je bila nalik na kuku i na njoj se nalazilo pet prstiju jednake dužine s vrlo jednostavnim, ravnim pandžama.
Ostaci mekog tkiva otkrili su prisustvo malenih kožnih ili keratinskih kvrga na glavi i vreće kao kod pelikana, po čemu je Pelecanimimus i dobio svoj naziv. Pelecanimimus je možda bio kao današnji ždral, hodao po jezercima i barama i koristio pandže i zube da bi uhvatio ribu. Neki dijelovi otiska kože pokazali su naboranu kožu, kojoj su nedostajala pera ili krljušti. Očuvane su i strukture nalik filamentima; isprva shvaćene kao pokrovni sustav, kasnije se otkriveno da su u pitanju bila mišićna tkiva. Pelecanimimus je također bio prvi ornitomimosaur očuvan s podjezičnim kostima.

## Filogenija i evolucija
Rod Pelecanimimus znanstvenici su svrstali u podred Ornithomimosauria, na najbazalniju poziciju. Kladistička analiza koju su poslije proveli Makovicky et al. (2005.) potvrdila je da je Pelecanimimus najbazalniji pripadnik Ornithomimosauria. Istraživanje koje su 2003. godine proveli Kobayashi i Lü pokazalo je da su ove dvije vrste formirale bazalni raspored koraka koji su doveli do naprednijih ornitomimida (vidjeti kladogram niže). Otkriće Pelecanimimusa je igralo važnu i iznenađujuću ulogu u razumijevanju evolucije Ornithomimosauria. Citirajući Pérez-Moreno et al., "Filogenetska hipoteza...podržava neočekivan pristup, uključujući i eksaptaciju, koji bi mogao objasniti evolutivni proces prema bezubom stanju kod Ornithomimosauria. Do sada se progresivna redukcija broja zuba smatrala najočekivanijim objašnjenjem: primitivni tetanuri imali su do 80 zuba s krunama nalik oštricama, a primitivni ornitomimosauri imali su samo malo sitnih zuba. Filogenetska hipoteza predlaže alternativni evolutivni proces na osnovu funkcionalne analize povećanog broja zuba."
Kladogram prema Kobayashi i Lü, 2003. godine:
```
Ornithomimosauria

  |--
Pelecanimimus

  `--o--
Harpymimus

     `--o--
Garudimimus

        `--
Ornithomimidae
```

## Paleobiologija
Slojevi sedimenta bogati fosilima u Las Hoyasu izrodili su mnoge druge odlično očuvane vrste, uključujući i ptice Iberomesornisa, Concornisa i Eoalulavisa, zajedno sa zubima teropoda i nekoliko nepotpunih kostiju sauropoda. U grubljim sedimentima pronađene su kosti Iguanodona. Otkriveni su i ostaci guštera i daždevnjaka.